# Finnisch-Ugrische Forschungen

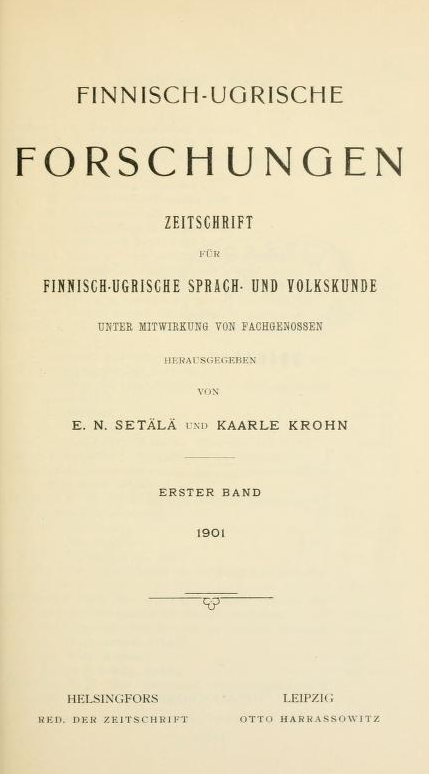
Deckblatt des ersten Bands der FUF von 1901

Finnisch-Ugrische Forschungen (FUF; Untertitel Zeitschrift für finnisch-ugrische Sprach- und Volkskunde) ist eine internationale wissenschaftliche Zeitschrift für Uralistik, die von der Finnisch-Ugrischen Gesellschaft seit 1901 herausgegeben wird. Die ISSN lautet 0355-1253; der aktuelle (2022) Chefredakteur ist Jussi Ylikoski.

## Geschichte und Inhalt
Die Finnisch-Ugrischen Forschungen wurden 1901 von den Finnougristen E. N. Setälä und Kaarle Krohn als wissenschaftliches Diskussionsforum zwischen Finnougristik und Indogermanistik gegründet. Seit 2020 erscheinen sie als Jahrbuch. Die Hauptpublikationssprache war am Anfang Deutsch, mit gelegentlichem Gebrauch von Französisch, aber heute werden Artikel überwiegend in Englisch eingereicht. Veröffentlicht werden Studien zur finnogristischen bzw. uralistischen Sprachwissenschaft, Ethnologie und Archäologie sowie Rezensionen und andere Mitteilungen und Stellungnahmen. Eingereichte Manuskripte von Studien werden einem Peer-Review mit Hilfe zweier unabhängiger Gutachter unterzogen.

## Veröffentlichungsform
Die Zeitschrift erscheint gedruckt und digital, seit 2019 mit Open Access. Die älteren Ausgaben sind ebenfalls komplett digitalisiert und ab Band 30 fast vollständig über die Webseite der Zeitschrift verfügbar. Die Bände 1–29 sind über die digitale Sammlung Fenno-Ugrica der Finnischen Nationalbibliothek abrufbar. 

## Chefredakteure
- 1901–1934 E. N. Setälä (Bände 1–22)
- 1935–1956 Y. H. Toivonen (Bände 23–32)
- 1957–1961 Paavo Ravila (Bände 33–34)
- 1962–1987 Erkki Itkonen (Bände 35–48)
- 1988–1991 Mikko Korhonen (Bände 49–50)
- 1992–1997 Alho Alhoniemi (Bände 51–54)
- 1999–2001 Ingrid Schellbach[4] (Band 55)
- 2001–2018 Sirkka Saarinen[5] (Bände 56–64)
- seit 2019 Jussi Ylikoski[6] (ab Band 65)